# قرطاج (باخرة)
الباخرة قرطاج (بالفرنسية: Carthage)‏، هي سفينة ركاب تابعة للشركة التونسية للملاحة (CTN)، صنعت في النرويج (صنع هيكل الباخرة في السويد) عام 1999، وبدأت الخدمة في 15 جوان 1999.

## تاريخ
بنيت في حوض بناء السفن السويدي بروس في عام 1998 ثم إكتملت في النرويج في أحواض بناء السفن فوسن ميكانيسكي فيركستيد بين ديسمبر 1998 وجوان 1999، وقد سميت على اسم مدينة قرطاج البونيقية القديمة. دخلت الخدمة في 15 جوان 1999 بين تونس، فرنسا وإيطاليا، وكانت الرائدة لدى الشركة التونسية للملاحة في ذلك الوقت.
حلت محلها تانيت في عام 2012، وهي الآن تخدم خط إيطاليا بشكل رئيسي في الصيف وفرنسا في بقية السنة. في حين أن ميناء تسجيلها هو حلق الوادي، فقد تم تخصيصها للخطوط التي تربط تونس بمارسيليا وجنوة. كما تم تخصيصها للخط الذي يربط جرجيس بمارسيليا إعتبارًا من 5 جويلية 2017.

## المحتويات والرفاهة
يتمتع كل المسافرين على متن الباخرة «قرطاج» بسفرة مريحة وفاخرة وبخدمات استقبال رفيعة.

يوجد في الباخرة:
- مكتب إرشاد وإستقبال.
- طبيب.
- ثلاث مطاعم: بعل، عليسة، تانيت.
- قاعة صلاة مع قاعة للوضوء وقاعة لترك الأحذية والحقائب الصغيرة داخل قاعة الصلاة.
- ثلاث حانات: أميلكار، قرطاج، حنبعل.
- مسبح، مسبح للأطفال، جاكوزي.
- قاعة ألعاب للأطفال.
- متاجر بضائعها معفاة من المعاليم الديوانية.

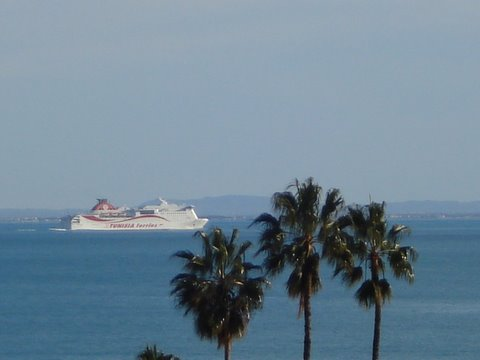
الباخرة قرطاج في عرض خليج تونس
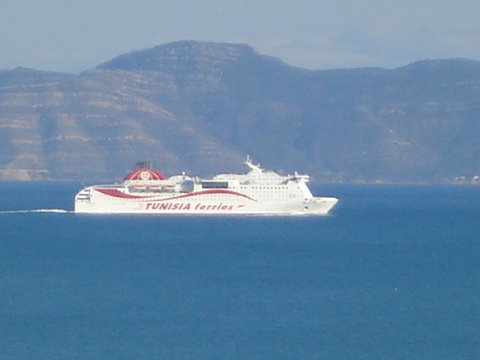
الباخرة قرطاج في عرض خليج تونس